# Ларарий
Ларарий (лат. lararium, от lares) в римском доме — культовое помещение или место поклонения домашним богам (ларам, пенатам).
Название «ларарий» известно с императорского периода, прежде алтарь называли sacrarium, sacellum или aedicula.
Первоначально ларарий находился в атрии, позднее — в кухне или спальне, иногда в саду или перистиле. Ларарий мог быть украшен колоннами, сводами, росписями. В помпейских домах ларарий представлен в виде комнаты или архитектурного украшения стены, ниши, росписи на стене.
Часто в ларарии выставлялись и скульптурные изображения предков. Ежедневно после сна домочадцы молились у ларария, во время трапез оставляли подношения с едой и вином, прощались при отъезде, просили удачи и защиты.